# Wencisław Christow
Wencisław Dimitrow Christow, bułg. Венцислав Христов (ur. 9 listopada 1988 w Sofii) – bułgarski piłkarz grający na pozycji napastnika. Od 2016 jest zawodnikiem klubu Neftochimik Burgas.

## Kariera klubowa
Swoją karierę piłkarską Christow rozpoczął w klubie Łokomotiw Sofia. W 2007 odszedł do Sportistu Swoge, gdzie występował przez półtora roku. W 2008 został zawodnikiem klubu PFK Nesebyr. Grał w nim przez dwa lata.
W 2010 Christow przeszedł do PFK Montana, grającego w pierwszej lidze bułgarskiej. W Montanie zadebiutował 1 sierpnia 2010 w przegranym 0:1 domowym meczu z Łokomotiwem Sofia. W Montanie spędził rok.
W 2011 Christow podpisał kontrakt z Czernomorcem Burgas. Swój debiut w nim zaliczył 6 sierpnia 2011 w zwycięskim 1:0 domowym spotkaniu z Kaliakrą Kawarna i w debiucie zdobył gola. Zawodnikiem Czernomorca był do końca 2012 roku.
Na początku 2013 Christow został zawodnikiem Beroe Stara Zagora. W Beroe swój debiut zanotował 2 marca 2013 w zremisowanym 0:0 wyjazdowym meczu z Botewem Wraca. W 2013 roku zdobył z Beroe Puchar Bułgarii.
28 lutego 2014 został wypożyczony do Metałurha Donieck. W 2015 roku przeszedł do HNK Rijeka, z którego jesienią był wypożyczony do Skënderbeu Korcza. Na początku 2016 został piłkarzem Lewskiego Sofia, a latem przeszedł do klubu Neftochimik Burgas.
| Sezon   | Klub               | Kraj      | Rozgrywki           | Mecze | Bramki |
| ------- | ------------------ | --------- | ------------------- | ----- | ------ |
| 2006/07 | Łokomotiw Sofia    | Bułgaria  | A PFG               | 0     | 0      |
| 2006/07 | Sportist Swoge     | Bułgaria  | B PFG               | 9     | 0      |
| 2007/08 | Sportist Swoge     | Bułgaria  | B PFG               | 11    | 4      |
| 2008/09 | PFK Nesebyr        | Bułgaria  | B PFG               | 13    | 3      |
| 2009/10 | PFK Nesebyr        | Bułgaria  | B PFG               | 23    | 4      |
| 2010/11 | PFK Montana        | Bułgaria  | A PFG               | 30    | 6      |
| 2011/12 | Czernomorec Burgas | Bułgaria  | A PFG               | 24    | 5      |
| 2012/13 | Czernomorec Burgas | Bułgaria  | A PFG               | 14    | 5      |
| 2012/13 | Beroe Stara Zagora | Bułgaria  | A PFG               | 10    | 3      |
| 2013/14 | Beroe Stara Zagora | Bułgaria  | A PFG               | 23    | 8      |
| 2013/14 | Metałurh Donieck   | Ukraina   | Premier-liha        | 4     | 0      |
| 2014/15 | Beroe Stara Zagora | Bułgaria  | A PFG               | 18    | 6      |
| 2014/15 | HNK Rijeka         | Chorwacja | Prva HNL            | 6     | 2      |
| 2015/16 | Skënderbeu Korcza  | Albania   | Kategoria Superiore | 4     | 1      |
| 2015/16 | Lewski Sofia       | Bułgaria  | A PFG               | 19    | 8      |
| 2016/17 | Neftochimik Burgas | Bułgaria  | A PFG               |       |        |

## Kariera reprezentacyjna
W reprezentacji Bułgarii Christow zadebiutował 14 sierpnia 2013 w przegranym 0:2 towarzyskim meczu z Macedonią, rozegranym w Skopje.